# 马天水
马天水（1910年12月26日—1988年11月15日），原名马登年，河北省唐县人。中华人民共和国政治人物。中共第九届中央候补委员、第十届中央委员。

## 生平
1910年12月26日，马天水出生在直隶省（今河北省）唐县北罗镇南上素村。马天水早年自县立师范毕业。1927年到1937年9月，在河北省唐县、定县担任小学教员。其间，1928年初到1930年，参加中国国民党，任中国国民党唐县第七区分部委员。1931年12月加入中国共产党。1937年10月到1938年8月，任唐县四区动员会主任、唐县政府财经科长、三区区长。1938年8月到1939年12月，在延安中国人民抗日军政大学学习。
1939年12月到1941年12月，马天水任中共冀晋区委秘书。1942年1月到1949年5月，历任中共繁峙县委书记，中共晋察冀第五地委书记、晋察冀军区第五军分区政治委员，中共晋察冀第三地委书记、晋察冀军区第三军分区政治委员，平北察东分区地委书记，中共冀热察区委副书记。1949年5月到1951年12月，历任中共皖南区委第三书记、副书记、第三副书记、书记，中共皖南区委农村工委书记。1952年到1954年11月，历任中共中央华东局工业部副部长、第一副部长、部长，中共中央华东局财政经济委员会副主任。
1954年10月到1956年7月，马天水任中共上海市委副书记。1954年11月到1960年11月，任中共中央上海局委员。1956年7月到1959年7月，任中共上海市委书记处书记。1959年7月到1962年11月，任中共上海市委书记处书记兼市委工业生产委员会主任。1962年 11月到1967年1月，任中共上海市委书记处书记。1967年2月到1971年1月，任上海市革命委员会副主任。1971年1月至1977年初，任中共上海市委书记（当时设有第一书记，由张春桥担任）。
1977年初到1981年12月，马天水被停职接受审查。在1977年8月召开的中国共产党第十一次全国代表大会的政治报告中，马天水被宣布为“四人帮”的死党。1978年，马天水被开除中国共产党党籍，并以反革命罪遭到正式逮捕。随后，马天水精神失常。1982年，上海市司法部门宣布：“江青反革命集团在上海的重要案犯马天水，在关押期间，于1978年患反应性精神病，丧失供述、申辩能力，经司法医学鉴定属实，上海市公安局依法中止预审，待病愈后再予追究。”1982年4月到1988年12月，马天水因病取保候审。马天水被送到精神病院。
1988年11月15日，马天水在精神病院逝世。